# Podova
Podova je naselje v Občini Rače - Fram.